# Anarquia em ação
Anarchy in Action é um livro que explora o pensamento e a prática anarquista, escrito por Colin Ward e publicado pela primeira vez em 1973.
O livro é uma introdução seminal ao anarquismo, mas difere consideravelmente dos outros por se concentrar na possibilidade de um anarquismo enraizado na experiência cotidiana e não necessariamente ligado a lutas industriais e políticas. Suas idéias foram fortemente influenciadas por Peter Kropotkin e seu conceito de ajuda mútua . Ward baseia seu texto em evidências da sociologia, antropologia, cibernética, psicologia industrial e da experiência de habitação, planejamento urbano, educação, trabalho, lazer e bem-estar social . Ward defende alternativas anarquistas aos sistemas governamentais e hierárquicos universais de organização social. Isso vai contra uma série de tendências convencionais da esquerda socialista, porque ele é bastante crítico do estado de bem-estar social.

## Cotações
"O argumento deste livro é que uma sociedade anarquista, uma sociedade que se organiza sem autoridade, está sempre existindo, como uma semente sob a neve, enterrada sob o peso do estado e sua burocracia, do capitalismo e seus desperdícios, privilégios e suas injustiças, nacionalismo e suas lealdades suicidas, diferenças religiosas e seu separatismo supersticioso."